# Wehrbereichskommando

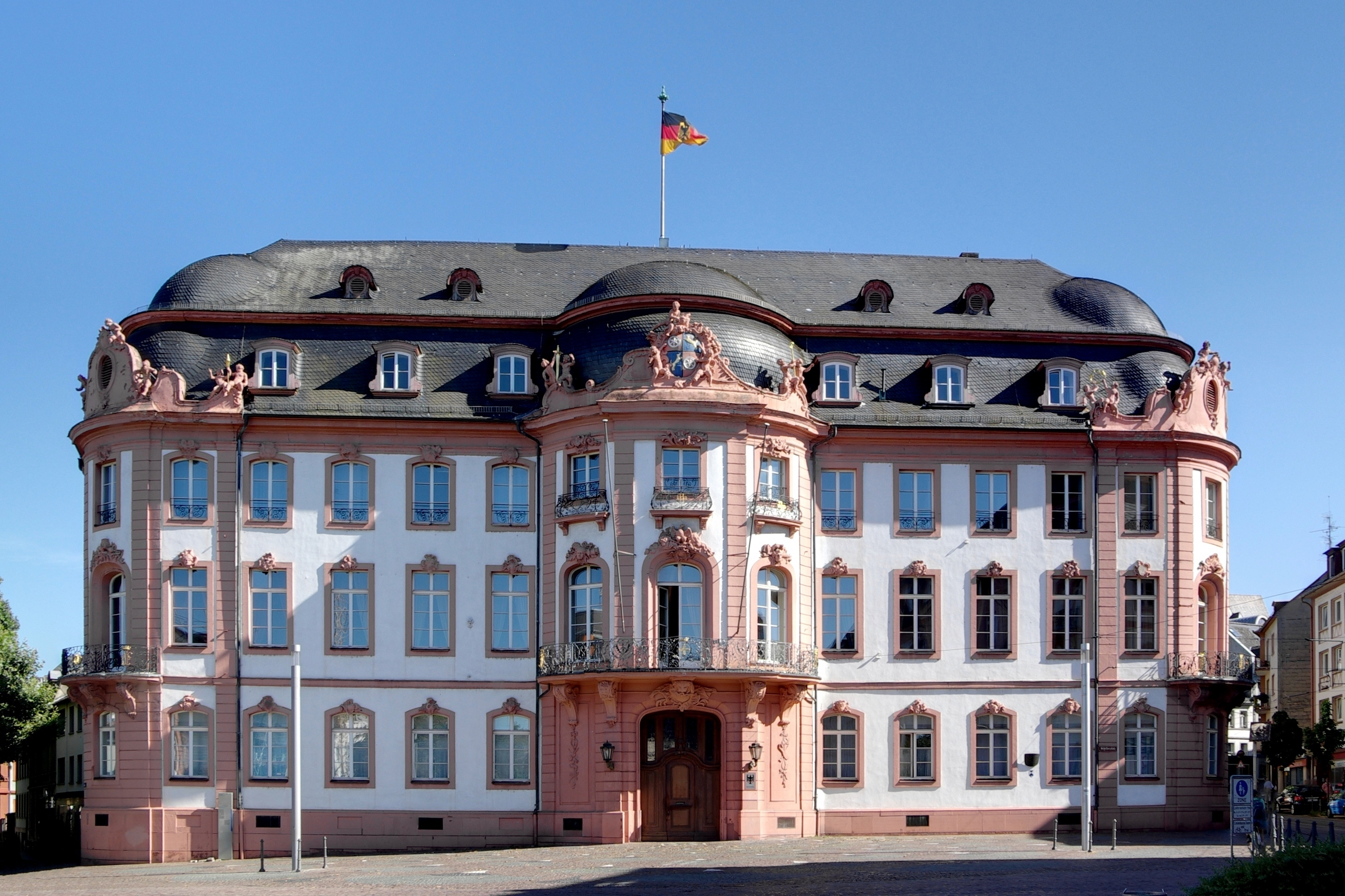
Die Kommandantur des Wehrbereichs II im Osteiner Hof in Mainz

Wehrbereichskommandos (WBK) waren Kommandobehörden der Bundeswehr.
Die Wehrbereichskommandos wurden 1956 aufgestellt. Bis 2001 waren sie Teil des Territorialheeres. Die von Befehlshabern geführten Kommandos sollten die territoriale Verteidigung in ihrem Wehrbereich organisieren. 2001 wurde das Territorialheer aufgelöst und die Wehrbereichskommandos wechselten vom Heer zur Streitkräftebasis. Dort übernahmen sie vor allem streitkräftegemeinsame Aufgaben im Bereich Führungsunterstützung und Logistik.
Die Wehrbereichskommandos wurden zum 1. Februar 2013 aufgelöst. Ihre Aufträge wurden danach größtenteils vom Kommando Territoriale Aufgaben der Bundeswehr und den Landeskommandos übernommen.

## Geschichte

### Vorgeschichte und Entwicklung in der Deutschen Demokratischen Republik
Schon zur Zeit der Weimarer Republik wurde das Territorium des Deutschen Reichs in Wehrkreise mit unterstellten Wehrersatzbezirken und Wehrbezirkskommandos eingeteilt. Daneben wurde das Reichsgebiet im Zweiten Weltkrieg zur Zivilverteidigung in  „Reichsverteidigungsbezirke“ mit einem Reichsverteidigungskommissar als Führer eingeteilt. Das Ersatzheer organisierte über die unterstellten Wehrkreiskommandos maßgeblich Ausbildung und Ersatz für das Feldheer. Die Wehrkreiskommandos hatten in der Reichswehr und Wehrmacht jedoch andere Funktionen als die Wehrbereichskommandos der Bundeswehr.
In der Deutschen Demokratischen Republik entstanden zwei Militärbezirke. Für den südlichen Teil richtete die Nationale Volksarmee (NVA) den Militärbezirk III mit Sitz in Leipzig und für den nördlichen Teil den Militärbezirk V mit Sitz in Neubrandenburg ein. Die Wehrbezirke waren höhere Kommandobehörden der Landstreitkräfte der NVA. Ihnen unterstanden neben anderen Truppenteilen vor allem jeweils zwei mot. Schützendivisionen und eine Panzerdivision.

### Heeresstrukturen 1 und 2 (bis 1970)

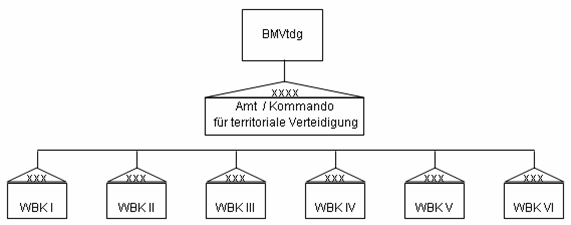
Gliederung Territoriale Reserve 1957–1969

Mit Aufstellung der Bundeswehr wurden neben dem Heer mit dem Aufbau einer territorialen Wehrorganisation begonnen. 1956 wurde die Bundesrepublik in sechs Wehrbereiche unterteilt, die jeweils eines oder mehrere Länder umfassten. 1956 begann die Aufstellung „territorialer Kommandostäbe“ für jeweils einen Wehrbereich, die 1957 in „Wehrbereichskommando“ umbenannt wurden. Sie unterstanden bis 1969 dem Kommando Territoriale Verteidigung, das samt seiner nachgeordneten Dienststellen neben Marine, Luftwaffe und Heer einen eigenen Bereich der Bundeswehr bildete.

#### Organisation
Aufgestellt wurden 1956 folgende Wehrbereichskommandos:
- Wehrbereichskommando I in Kiel
- Wehrbereichskommando II in Hannover
- Wehrbereichskommando III in Düsseldorf
- Wehrbereichskommando IV in Mainz
- Wehrbereichskommando V in Stuttgart
- Wehrbereichskommando VI in München

Ab 1958 wurde mit der Aufstellung von „VP-TV Stäben“ begonnen. Die Territorialverteidigungsstäbe unterstanden den Wehrbereichskommandos und umfassten analog der zivilen Verwaltungsgliederung ein Land oder in größeren Ländern einen Regierungsbezirk. Die TV-Stäbe wurden 1963 in Verteidigungsbezirkskommandos (VBK) umbenannt. Die Verteidigungsbezirkskommandos untergliederten sich weiter in Verteidigungskreiskommandos (VKK) auf Ebene der Landkreise.
Die Verteidigungsbezirks- und Verteidigungskreiskommandos führten eigene nichtaktive Truppenteile wie Jägerregimenter, Fernmeldekompanien, Nachschub- und Transportkompanien und Wallmeistertrupps. Den Verteidigungskreiskommandos unterstanden für Aufgaben der Objektsicherung nichtaktive Heimatschutzkompanien und Sicherungszüge. Ihre Zahl hing jeweils von der Anzahl und Größe der zu sichernden Objekte ab. Die Infanterieverbände bildeten den Kern der ab 1961 ausgeplanten „Territorial-Reserve“, die ab 1965 als „Heimatschutztruppe“ bezeichnet wurde.
Die Wehrbereichskommandos bestanden im Gegensatz zu Truppenteilen im Feldheer zu großen Teilen aus nicht aktiven Truppenteilen, die im Verteidigungsfall durch Reservisten zügig aufwachsen sollten. Die den Wehrbereichskommandos zahlreichen unterstellten Truppenteile und militärischen Dienststellen konnten gemäß ihrem Präsenzgrad grob gegliedert werden in:

- Aktive Truppenteile: im Frieden bereits voll aufgestellt. Ihr Material war vollständig vorhanden. Das Personal war überwiegend vorhanden und wurde im Spannungs- oder Verteidigungsfall noch mit einzelnen Reservisten ergänzt (personelle Mob-Ergänzung)
- Teilaktive Truppenteile: im Frieden waren einzelne Teileinheiten voll präsent. Andere Teileinheiten waren nicht aktiv. Die aktiven Teileinheiten waren im Frieden teils anderen Truppenteilen unterstellt.
- Nichtaktive Truppenteile: die Einheiten bestanden im Frieden nur aus Kaderpersonal. Häufig bestand der Kader nur aus dem Mob-Feldwebel, der die Mobilmachung vorbereitete, und zwei bis drei zivilen Mitarbeiter zur Instandhaltung des eingelagerten Wehrmaterials. Das eigentliche Personal bestand aus eingeplanten Reservisten, die erst im Spannungs- oder Verteidigungsfall einberufen worden wären. Das Wehrmaterial war teils eingelagert (vor allem Waffen und Waffensysteme), anderes Material wie z. B. zivile Kraftfahrzeuge war ebenfalls nur eingeplant und wären ebenso einberufen worden (materielle Mob-Ergänzung). Nicht aktive Truppenteile mit eingelagertem Material wurden auch als Geräteeinheiten bezeichnet.
- Eine Sonderform nicht aktiver Truppenteile waren gekaderte Truppenteile: der Großteil des Führungskaders diente im Frieden in aktiven Truppenteilen (auch als „Couleur-Truppenteile“ bezeichnet). Wehrübungen wurden durch diese aktiven Truppenteile unterstützt und häufig mit deren Material durchgeführt. Im Verteidigungsfall hätte das Kaderpersonal die Führung der Teileinheiten des nicht aktiven Truppenteils übernommen.

#### Auftrag
Bis 2002, dem Beginn der „Transformation der Bundeswehr“, war der Auftrag der Wehrbereichskommandos
- die Aufrechterhaltung der Operationsfreiheit der NATO-Streitkräfte (einschließlich der deutschen),
- die Unterstützung der Zivilen Verteidigung.

Neben den fachlichen und truppendienstlichen Anforderungen zur Führung der unterstellten Truppenteile erforderten die Planungsarbeiten eine sehr genauen Kenntnis von „Land und Leuten“. Im Verteidigungsfall war die Zusammenarbeit mit den in Westdeutschland operierenden Korps der Central Army Group, Northern Army Group und LANDJUT vorgesehen.
Dieser Auftrag beinhaltete im Einzelnen:
- Das Wehrbereichskommando hatte im Frieden alle Maßnahmen vorzubereiten und im Spannungs- oder Verteidigungsfall zu ergreifen, die geeignet waren:
  - sich selbst über die Lage der zivilen Verteidigung, die militärische Lage und die Infrastrukturlage zu unterrichten und Truppen, die sich im Wehrbereich aufhalten, zivile Behörden oder unmittelbar die Bevölkerung über die militärische Lage und die Maßnahmen und Absichten des Feindes zu unterrichten und vor den Auswirkungen von ABC-Kampfmitteln zu warnen;
  - bestimmte Objekte, Verkehrswege und Räume
    - gegen Beeinträchtigung ihrer Nutzung durch Feindeinwirkung zu Lande zu schützen, insbesondere „Empfindliche Punkte“;
    - zur Nutzung bereitzustellen und bereitzuhalten, insbesondere militärische und zivile Infrastruktur von militärischem Interesse, oder freizuhalten durch Verkehrslenkung und Lenkung von Bevölkerungsbewegungen;
    - für Unbefugte oder Feind zu sperren oder ihre Funktion zu lähmen;

  - feste Fernmeldeeinrichtungen zu unterhalten und zu betreiben;
  - Reservelazarette einzurichten und zu betreiben und Truppen vor Seuchen und Vergiftungen zu schützen;
  - Personal der Bundeswehr zu ersetzen, um dadurch die Operationsfreiheit der Streitkräfte aufrechtzuerhalten.
- Das Wehrbereichskommando hatte ferner auf Anforderung
  - die Streitkräfte durch Bereitstellen von militärischen Kräften oder von Hilfsmitteln aus dem zivilen Bereich, insbesondere von Dienstleistungen und Material zu unterstützen, um dadurch
  - die Funktionsfähigkeit von Kampf-, Führungs- und Versorgungsanlagen und -einrichtungen wiederherzustellen, oder
  - zur Versorgung der Truppe beizutragen;
  - die zivilen Behörden bei ihren Maßnahmen zur Zivilverteidigung, insbesondere zur Wiederherstellung von Anlagen und Einrichtungen von militärischem Interesse zu unterstützen, um dadurch
    - die Regierungsgewalt aufrechtzuerhalten,
    - oder die Bevölkerung vor Feindeinwirkung zu schützen,
    - oder die Versorgung der Bevölkerung oder der Truppe sicherzustellen.

### Heeresstruktur 3 (1970 bis 1980)

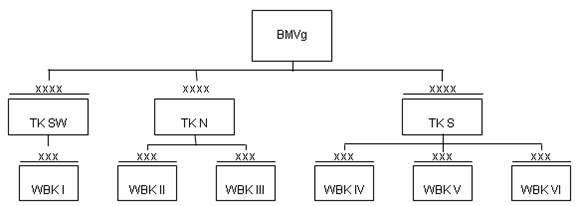
Gliederung des Territorialheeres 1969–1992

1969 wurde das Kommando Territoriale Verteidigung außer Dienst gestellt. Die Aufgaben der territorialen Verteidigung wurden vom Heer übernommen und neben dem Feldheer als eigener Teilbereich des Heeres unter der Bezeichnung „Territorialheer“ geführt. Die Wehrbereichskommandos wurden 1969 den neu aufgestellten Territorialkommandos Schleswig-Holstein, Nord und Süd unterstellt.
Die Art und Stärke der den Wehrbereichskommandos neben den Verteidigungsbezirkskommandos direkt unterstellten Truppenteile war in der Heeresstruktur 3 unterschiedlich und richtete sich teilweise nach geographischen Gegebenheiten (Küste, wichtige Flussübergänge für Nachschubstraßen (Main Supply Road) oder Eisenbahntransportlinien), teilweise nach militärischen Notwendigkeiten (Anteil der Rückwärtigen Kampfzone (Rear Combat Zone) im Raum des Wehrbereichskommandos und Entfernung zu den Grenzen zum Ostblock). Immer wurden ihnen im Laufe der weiteren Aufstellung der Bundeswehr die Truppenübungsplatzkommandanturen, Feldjägerkräfte, Transport- und Lazarettverbände unterstellt.
Ab 1972 wurden in den Wehrbereichskommandos je ein teilaktives Heimatschutzkommando (HschKdo)  aufgestellt. Damit verfügte das Territorialheer erstmals über Verbände, die nicht rein infanteristisch gegliedert, sondern auch mit gepanzerten Gefechtsfahrzeugen ausgestattet waren.
Zum Stab eines Wehrbereichskommando gehörten die Stabsabteilungen der Führungsgrundgebiete G1 (Personal/ Innere Führung), G2 (militärisches Nachrichtenwesen), G3 (Führung/Organisation/Ausbildung) und G4 (Logistik) sowie die Abteilungen
- Infrastruktur/ Pionierwesen (militärischen Belange auf dem Gebiet der Infrastruktur mit unterstellten Wallmeistergruppen u. –trupps)
- Verkehrsführung (mit Verkehrskommandanturen in den Regierungsbezirken)
- Militärgeografischer Dienst (Erstellung des Kartenmaterials und die Versorgung aller Truppenteile der Bundeswehr innerhalb des Wehrbereiches mit Karten)
- Fernmeldewesen (Planung und Einrichtung der ortsfesten bundeswehreigenen Fernmeldeanlagen und -verbindungen. Dazu unterstanden ihr Fernmeldekommandanturen am Sitz der Oberpostdirektionen),
- Militärisches Kraftfahrwesen (Zulassung der Kraftfahrzeuge der Bundeswehr und Durchführung der Hauptuntersuchung nach § 29 StVZO)
- Wehrbereichbibliothek.

Auf Grund der Mittlerfunktion zwischen Bundeswehr und ziviler Verwaltung einerseits und alliierten Truppen andererseits gehörten zur Abteilung G3 entsprechende große Verbindungskommandos.

### Heeresstruktur 4 (1980 bis 1992)

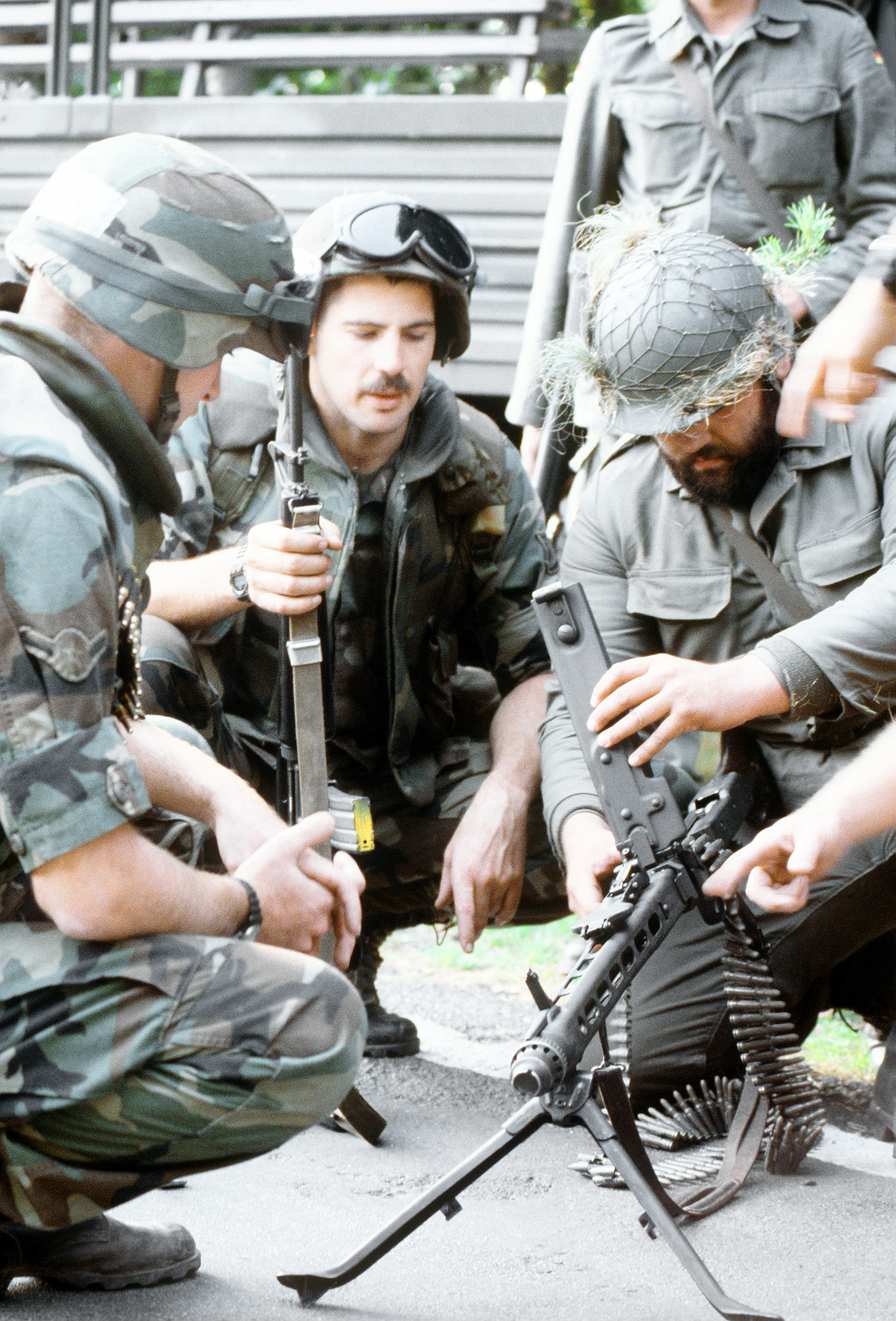
Reservisten der Heimatschutztruppe (JgBtl 942, HSchRgt 94, WBK IV) üben 1988 mit amerikanischen GIs

1982 wurden in der Heeresstruktur 4 die Heimatschutzkommandos in sechs teilaktive Heimatschutzbrigaden umgegliedert. Sechs neu aufgestellte nicht aktive Heimatschutzbrigaden ergänzten die teilaktiven Heimatschutzbrigaden. Die Heimatschutzbrigaden unterstanden unmittelbar den Wehrbereichskommandos. Die Heimatschutzbrigaden 51 und 56 wurden bald nach der Aufstellung dem Feldheer zugeordnet.
Ab 1985 wurden im Rahmen des Wartime Host Nation Support – Abkommens mit den Vereinigten Staaten Unterstützungskommandos (Ukdo) aufgestellt. Sie waren teilweise den Wehrbereichskommandos unterstellt und dienten vor allem der Unterstützung der Mobilmachung amerikanischer Streitkräfte in Europa.
Nach der Wiedervereinigung wurde im Oktober 1990 in den neuen Ländern die aus Westdeutschland bekannten territorialen Strukturen geschaffen. Die bei der Übernahme der Nationalen Volksarmee am 3. Oktober 1990 bestehenden Kommandos der Militärbezirke III in Leipzig und V in Neubrandenburg wurden zum 1. Dezember 1990 in folgende dem neu ausgeplanten ostdeutschen Territorialkommando nachgeordnete Wehrbereichskommandos umgegliedert:
- Wehrbereichskommando VII mit Sitz des Stabes in Leipzig
- Wehrbereichskommando VIII mit Sitz des Stabes in Neubrandenburg

Zum 1. Juli 1991 wurden die Wehrbereichskommandos mit den Stäben der aufzustellenden Divisionen in Ostdeutschland im Vorgriff auf die kommende Heeresstruktur fusioniert und in „Division / Wehrbereichskommando VII“ und „Division / Wehrbereichskommando VIII“ umbenannt.

### Heeresstruktur 5 (ab 1992) und weitere Entwicklung

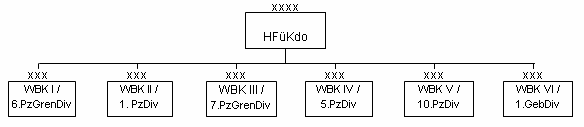
Gliederung des Territorialheeres in Westdeutschland 1992–2001

Im Rahmen der Heeresstruktur 5 (N) (1993–1997) wurden die Wehrbereichskommandos als eigenständige Kommandobehörden aufgelöst und ihre Stäbe mit bestehenden Divisionsstäben fusioniert. Die fusionierten Verbände erhielten folgende Bezeichnungen:
| Bisheriges Wehrbereichskommando      | bisherige Division         | neuer Name                                              |
| ------------------------------------ | -------------------------- | ------------------------------------------------------- |
| Wehrbereichskommando I               | 6. Panzergrenadierdivision | Wehrbereichskommando I / 6. Panzergrenadierdivision     |
| Wehrbereichskommando II              | 1. Panzerdivision          | Wehrbereichskommando II / 1. PzDiv                      |
| Wehrbereichskommando III             | 7. Panzerdivision          | Wehrbereichskommando III / 7. Panzerdivision            |
| Wehrbereichskommando IV              | 5. Panzerdivision          | Wehrbereichskommando IV / 5. Panzerdivision             |
| Wehrbereichskommando V               | 10. Panzerdivision         | Wehrbereichskommando V / 10. Panzerdivision             |
| Wehrbereichskommando VI              | 1. Gebirgsdivision         | Wehrbereichskommando VI / 1. Gebirgsdivision            |
| Division / Wehrbereichskommando VII  |                            | Wehrbereichskommando VII / 13. Panzergrenadierdivision  |
| Division / Wehrbereichskommando VIII |                            | Wehrbereichskommando VIII / 14. Panzergrenadierdivision |

Die Wehrbereiche blieben in ihrem Zuschnitt unverändert bestehen. Nur befand sich der Sitz des „Wehrbereichskommando  V / 10. Panzerdivision“ nicht in der Landeshauptstadt Stuttgart, sondern in Sigmaringen. Die Territorialkommandos wurden 1994 außer Dienst gestellt. Die fusionierten Verbände wurden den deutschen Korps unterstellt und damit mittelbar dem neu aufgestellten Heeresführungskommando.
Der größte Teil der nicht aktiven Verbände und Einheiten der bisherigen Wehrbereichskommandos wurde aufgelöst, einzelne als sogenannter „WBK-Anteil“ innerhalb der Division ausdrücklich gekennzeichnet. Die neuen Stäbe erhielten einen zusätzlichen „Stellvertretenden Divisionskommandeur und Kommandeur WBK-Truppen“ (ab 1996 umbenannt in „Stellvertretender Befehlshaber und General Nationale Territoriale Angelegenheiten“). Im Spannungsfall wären die Stäbe der Wehrbereichskommandos in einen mobilen, der NATO unterstellten Divisionsstab und einen nationalen, am Standort verbleibenden Stab Wehrbereichskommando geteilt worden. Die Truppenteile wären entsprechend unterstellt worden.

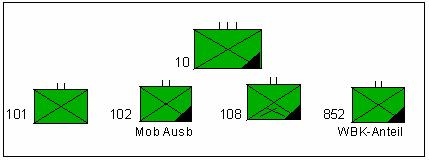
Gliederung Jägerregiment 10

Als Beispiel kann die Gliederung des Jägerregiments 10 „Linzgau“ des „Wehrbereichskommandos V / 10. Panzerdivision“ betrachtet werden: Im Frieden unterstanden alle vier Bataillone dem Regiment. Das aktive Jägerbataillon 101, das teilaktive Jägerbataillon 102 und das nicht aktive Sicherungsbataillon 108 (vorgesehen zur Sicherung der Divisions-Gefechtsstände) wären bei der 10. Panzerdivision geblieben. Das nicht aktive Jägerbataillon 852 wäre dem Wehrbereichskommando V unterstellt worden.
Zum 1. Oktober 1997 wurde das „Wehrbereichskommando VIII / 14. Panzergrenadierdivision“ getrennt. Die 14. Panzergrenadierdivision bestand als eigenständige Division fort. Das Wehrbereichskommando VIII wurde zum 1. Oktober 1997 – früher als alle anderen Wehrbereichskommandos – aufgelöst. Die Organisation der territorialen Verteidigung im aufgelösten Wehrbereich wurde den Wehrbereichskommandos I und VII übertragen.

### Wechsel in die Streitkräftebasis und Neugliederung (2001 bis 2006)

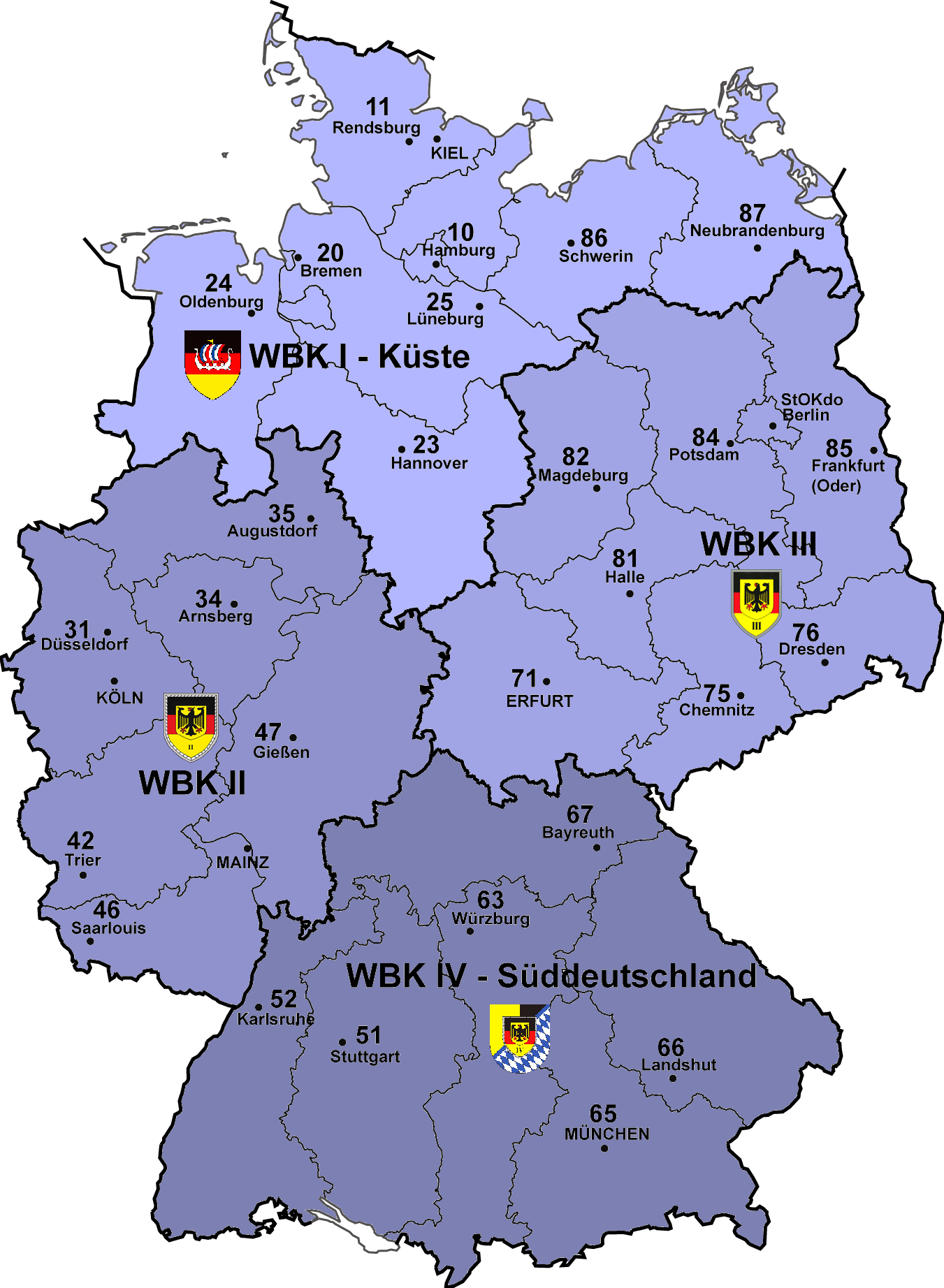
Die Lage und Einteilung der vier Wehrbereichskommandos ab 1. Oktober 2001

Im Rahmen der Umgliederung zur „von Grund auf erneuerten Bundeswehr“ 2001 wurde das Territorialheer aufgelöst und verbliebene nationale Strukturen und Aufgaben in den neu geschaffenen Organisationsbereich Streitkräftebasis eingegliedert. Die Verantwortung für die „Nationalen Territorialen Aufgaben“ wechselte am 1. Oktober 2001 vom Heeresführungskommando zum neuen Streitkräfteunterstützungskommando, neuer „Nationaler Territorialer Befehlshaber“ wurde der Befehlshaber des Streitkräfteunterstützungskommandos. Gleichzeitig wurden die „Wehrbereichskommandos / Divisionen“ wieder getrennt und die Anzahl der Wehrbereiche und Wehrbereichskommandos von sieben auf vier reduziert. Die vier Wehrbereichskommandos wurden dem Streitkräfteunterstützungskommando unterstellt. Einzelne Verteidigungsbezirkskommandos und die noch bestehenden nichtaktiven Truppenteile der Wehrbereichskommandos wurden aufgelöst.
Die vier neuen Wehrbereiche umfassten die Länder:
- Wehrbereich I mit Wehrbereichskommando I „Küste“: Bremen, Hamburg, Niedersachsen, Mecklenburg-Vorpommern und Schleswig-Holstein,
- Wehrbereich II mit Wehrbereichskommando II: Hessen, Nordrhein-Westfalen, Rheinland-Pfalz und Saarland,
- Wehrbereich III mit Wehrbereichskommando III: Berlin, Brandenburg, Sachsen, Sachsen-Anhalt und Thüringen,
- Wehrbereich IV mit Wehrbereichskommando IV „Süddeutschland“: Bayern und Baden-Württemberg.

Da die verbliebenen Verteidigungsbezirkskommando ihre alte Nummer (die erste Ziffer zeigte die Zugehörigkeit zum ursprünglichen Wehrbereichskommando) behielten, war mit deren Zuordnung zu den neuen Wehrbereichskommandos die Neuordnung nachvollziehbar.

### Aufstellung Landeskommandos und Schwerpunktbildung (2006 bis 2013)

#### Auftrag
Ein Wehrbereichskommando war verantwortlich für die Wahrnehmung territorialer militärischer Aufgaben und arbeitete innerhalb des Wehrbereichs mit den dort stationierten Truppenteilen der Teilstreitkräfte (seit 2000 auch mit dem Zentralen Sanitätsdienst der Bundeswehr), den Dienststellen der Bundeswehrverwaltung, den mittleren Bundesbehörden und den jeweiligen Landesbehörden zusammen.
Der Auftrag im Einzelnen umfasste
- die Sicherstellung des streitkräftegemeinsamen Grundbetriebes,
- die Unterstützung der Teilstreitkräfte / Organisationsbereiche im Inland und bei Auslandseinsätzen,
- die fachliche und truppendienstliche Führung der unterstellten Truppenteile,
- die Organisation der Hilfseinsätze der Bundeswehr im Inneren nach Art. 35 des Grundgesetzes (ZMZ Inland).[4]

#### Organisation

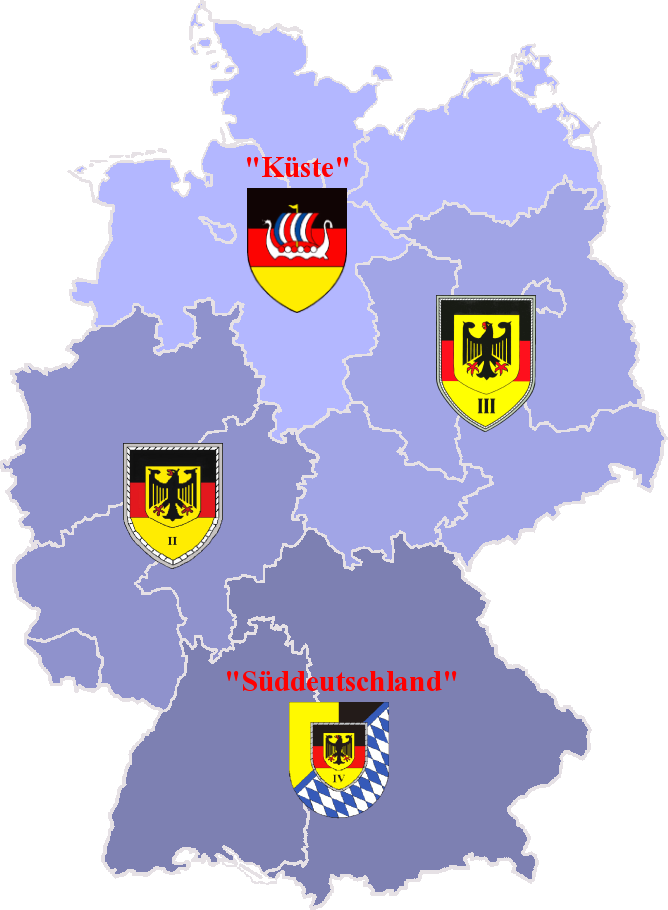
Territoriale Zuständigkeiten der Wehrbereichskommandos und Kommandobereiche der Landeskommandos

Mit der Auflösung der Verteidigungsbezirkskommandos (VBK) und gleichzeitiger Aufstellung der Landeskommandos (LKdo) im Jahr 2007 nahmen die Wehrbereichskommandos im Wesentlichen ihre Zielstruktur 2010 im Rahmen der „Transformation der Bundeswehr“ ein. Stabssitze und Kommandobereiche der Wehrbereichskommandos blieben unverändert. Folgende jeweils für ein Land zuständige Landeskommandos wurden aufgestellt:
- Wehrbereichskommando I „Küste“ (Stabssitz in Kiel) mit den Landeskommandos Bremen, Hamburg, Mecklenburg-Vorpommern, Niedersachsen und Schleswig-Holstein
- Wehrbereichskommando II (Mainz) mit den Landeskommandos Hessen, Nordrhein-Westfalen, Rheinland-Pfalz und Saarland.
- Wehrbereichskommando III (Erfurt) mit den Landeskommandos Brandenburg, Sachsen, Sachsen-Anhalt, Thüringen sowie dem einem Landeskommando entsprechenden Standortkommando Berlin
- Wehrbereichskommando IV „Süddeutschland“ (München) mit den Landeskommandos Bayern und Baden-Württemberg

In den Ländern, in denen die vier Wehrbereichskommandos stationiert waren, waren die Landeskommandos in die Wehrbereichskommandos integriert. Den Wehrbereichskommandos waren neben den Landeskommandos zur Bildung von Schwerpunkten verschiedene weitere Truppenteile und Dienststellen unterstellt. Der Schwerpunkt der Wehrbereichskommandos I „Küste“ und IV „Süddeutschland“ war die Logistik. Die Wehrbereichskommandos III und IV hatten die Führungsunterstützung als Schwerpunkt.
Die Landeskommandos führten entsprechend der politischen Strukturen der Länder 34 Bezirksverbindungskommandos (BVK) als Verbindungskommandos zu den Bezirksregierungen/Regierungspräsidien und 429 Kreisverbindungskommandos (KVK) als Verbindungskommando zu den Landkreisen. Die Bezirksverbindungskommandos und Kreisverbindungskommandos bestanden ausschließlich aus Reservisten.

### Auflösung (2013)
Im Rahmen der Neuausrichtung der Bundeswehr wurden die Wehrbereichskommandos zum 1. Februar 2013 aufgelöst. Deren Aufgaben wurden im Wesentlichen vom Kommando Territoriale Aufgaben der Bundeswehr in Berlin sowie den unterstellten Landeskommandos übernommen.